# Асигнат
Асигнатите (на френски: assignats от на латински: assigno – игра) са банкноти от периода на Великата френска революция.

## Обща информация
Първоначално са издадени като ценни книги, които са обезпечени с държавна собственост (имат се предвид конфискуваните църковни земи) и носят приход под формата на лихва, т.е. съчетава чертите на приватизационен чек и облигация. Стремежът на депутатие от Учредителното събрание е да решат въпроса с финансовата криза и огромния държавен дълг.
За първи път са издадени с номинал от 1000 ливри на обща сума от над 400 милиона ливри, след това се издават и по-малки купюри. Намират се в обращение от 1789 до 1797 година. Асигнатите са обявени за законно платежно средство, третирано наравно с металните монети, а от 1793 година са единственото законно платежно средство.
Още през януари 1790 г., т.е. веднага след появата им, тяхната стойност е само 96% от номиналната в метални пари. Впоследствие, с печатането на редовни партиди книжни пари, курсът на асигнатите пада с все по-нарастваща скорост. През януари 1791 г. те струват 91 % от номинала, през януари 1792 г. – 72 %, през януари 1793 г. – 51 %, през януари 1794 г. – 40 %, през януари 1795 г. – 18 %, на 2 юли 1795 г. – 2,97 %, на 3 ноември 1795 г. – 0,87 % и на 22 февруари 1796 г. – 0,29 %.
На 25 април 1795 отново са разрешени сделките с метални пари. През февруари 1796 година на издаването на асигнати спира. Затрудненото финансово положение принуждава правителството да прибегне до ново решение. През март същата година е приет закон за пускането на нови книжни пари – териториални мандати (понякога също наричани асигнати). През 1797 г. е приет закон, според който всички банкноти в обращение стават невалидни.

## Основни декрети и закони за асигнатите[2]

### Декрети на Учредителното и Законодателното събрания
- На 19 и 21 декември 1789 г. – за емисия на асигнати, за създаването на Извънредна каса за тяхното издаване и за Сметна каса за изкупуването им.
- 16 – 17 април 1790 г. – за промяна на срока на погасяване на асигнатите на неопределен[3].
- 12 септември 1790 г. – обявяване на асигнатите за законно платежно средство наравно с монетите.
- 29 септември 1790 г. – отмяна на изплащането на доходи по асигнатите.
- На 3 април 1792 г. – за емисия на асигнати от 10 ливри, 50, 25, 15 и 10 су – първата емисия на асигнати в су.

### Декрети на Конвента
- 8 април 1793 г. – за разплащания с държавата само с асигнати.
- 11 април 1793 г. – за разплащания с всички само с асигнати.
- 31 юли 1793 г. – изземат се от обращение асигнатите в купюри по 100 ливри с портрета на краля.
- 1 август 1793 – за наказателна отговорност при отказ от приемане на асигнати (при първо нарушение – глоба 3000 ливри и 6 месеца затвор; повторно – глоба 6000 ливри и 20 години затвор).
- 30 август 1793 г. – за прекратяване на издаването на асигнати от 5 ливри с портрета на краля и анулиране на всички налични в хазната такива.
- 2 януари 1795 г. (13 нивоз III г.) – за емисия на асигнат във франкове.
- 16 май 1795 г. (27 флореал III г.) – за отмяна на асигнатите от 5 ливри с портрета на краля.

### Закони по време наДиректорията
- 23 декември 1795 г. (2 нивоз IV г.) – за унищожаване на оборудването за печат на асигнати.
- 18 март 1796 г. (28 вантоз IV г.) – за емисията на териториални мандати и обменен курс спрямо асигнатите 30:1.
- 4 февруари 1797 г. (16 плювиоз V г.) – за забрана на разплащания с териториални мандати между частни лица, предаване на всички териториални мандати в бюрата на департаментите и анулиране на всички непредадени мандати.

## Последици
Разпространението на нови хартиени пари сред население, което не ги иска и не им вярва, носи много негативни последици. Започва бърза инфлация, стремително обезценяване на асигната и пълен срив на доверието в него. Същевременно монетите изчезват, защото хората ги крият. Особено тежки са последиците от неприемането на асигнатите от страна на селяните. Когато властите се опитват да ги задължат, те ограничават продажбата на зърнени продукти. Това предизвиква хранителен недостиг и води до масова продоволствена криза, което рязко противопоставя селячеството на градското население. Според Дейвидсън цялото начинание с асигнатите е една от най-сериозните грешки на революционерите и навярно основният фактор, допринесъл революцията да излезе от релси и да се стигне до терора през 1793 – 1794 г.:с. 80